# 三羽烏三代記
『三羽烏三代記』（さんばがらすさんだいき）は、1959年10月30日公開の日本の喜劇映画。松竹作品で、同社の3千本記念映画。松竹の「三羽烏」と呼ばれた男優の3世代が出演している。
- 松竹三羽烏 - 上原謙、佐分利信、佐野周二
- 新松竹三羽烏 - 佐田啓二、高橋貞二、大木実
- 松竹三代目三羽烏 - 小坂一也、三上真一郎、山本豊三

## スタッフ
- 監督	番匠義彰
- 製作	細谷辰雄
- 原案	大船脚本部
- 脚本	椎名利夫 、 富田義朗
- 撮影	生方敏夫
- 音楽	牧野由多可
- 美術	熊谷正雄
- 編集	浜村義康
- 録音	平松時夫
- 照明	豊島良三
- 制作補	山内静夫

## キャスト
- 南条康介（探偵社社員）	高橋貞二
- 辰巳次郎（新聞記者）	佐田啓二
- 高見明（銀行員、山男）	大木実
- 土屋信行（やもめの大学教授）	佐分利信
- 草野雄之助（南条康介が下宿する、浅草の煎餅屋「入河」の婿）	佐野周二
- 赤沢俊哉（探偵社社長）	上原謙
- 草野綾子（南条康介の恋人。煎餅屋「入河」の看板娘）	小山明子
- 小池さわ子（辰巳次郎の恋人。テレビプロデューサー）	岡田茉莉子
- 高見弓枝（高見明の妻）	高千穂ひづる
- 土屋信彦（土屋信行の息子）	山本豊三
- 荻原英二	三上真一郎
- 城山茂夫（高見家の下宿人、音楽学校の生徒）	小坂一也
- 宗方秋子（家出娘、新興宗教の跡取り）	桑野みゆき
- 伊丹夏代（お茶漬屋「ひさご」のマダムで土屋のかつての恋人）	高峰三枝子
- 伊丹百合子（「ひさご」のマダムの娘）	牧紀子
- 草野秀子(煎餅屋「入河」の女主人。綾子の姉で雄之助の妻)	三宅邦子
- 赤沢美智子（赤沢俊哉の妻。女医） 水戸光子
- 八坂いづみ（パン屋の娘）	九条映子
- 小池光江	吉川満子
- 小田島	三井弘次
- 大助君	真塩洋一
- ××教団の老婆	浦辺粂子
- テレビの助手	渡辺文雄
- 若手俳優／さわ子の従姉弟	津川雅彦
- 「入河」の小僧	林家珍平
- 新聞社デスク	永井達郎
- 立花記者	宮口精二
- そばやの主人	坂本武
- 富島（日本橋羊羹屋の若旦那）	大泉滉
- 神官	奈良真養